# Гхорахи
Гхорахи (непальск. घोराही), ранее был известен как Трибхуваннагар (непальск. त्रिभुवननगर) — город и муниципалитет на юго-западе центральной части Непала. Расположен в зоне Рапти Среднезападного региона страны. Административный центр района Данг. Высота города над уровнем моря составляет 675 м.
По данным переписи 2011 года население муниципалитета составляет 62 928 человек, из них 30 110 мужчин и 32 818 женщин. Население по данным переписи 2001 года насчитывало 43 126 человек.
В 23 км к западу от города расположен аэропорт Данг.